# Smerinthulus fasciosa
Smerinthulus fasciosa är en fjärilsart som beskrevs av Clayton Dissinger Mell. Smerinthulus fasciosa ingår i släktet Smerinthulus och familjen svärmare. Inga underarter finns listade i Catalogue of Life.